# Silius
Silius (en sard, Silius) és un municipi italià, dins de la província de Sardenya del Sud. L'any 2007 tenia 1.384 habitants. Es troba a la regió de Sarrabus-Gerrei. Limita amb els municipis de Ballao, Goni, San Basilio, San Nicolò Gerrei i Siurgus Donigala.

## Administració
| Període | Identitat      | Partit        |
| ------- | -------------- | ------------- |
| 2006-   | Giuseppe Erriu | Llista cívica |